# Клара Стантон Џоунс
Клара Стантон Џоунс (енгл. Clara Stanton Jones; Сент Луис, 14. мај 1913 — Оукланд, 30. септембар 2012) била је прва афроамеричка председница Америчког библиотекарског удружења, као вршилац дужности председнице од 11. априла до 22. јула 1976. године, а потом и председница од 22. јула 1976. до 1977. Такође, 1970. године постала је прва Афроамериканка и прва жена која је била директорка великог библиотекарског система у Америци, као директорка Јавне библиотеке у Детроиту.

## Биографија

### Младост
Клара Стантон Џоунс је рођена 14. маја 1913. у Сент Луису, у држави Мисури, у католичкој породици. Њена будућа каријера и утицај у библиотекарској науци изгледали су готово предодређени јер је посећивала библиотеку у раном детињству. Џоунсова се присећа да је била један од најмлађих покровитеља у јавној библиотеци у близини куће своје баке; такође је била међу врло мало црне деце у тој локалној библиотеци. Иако је Џоунсова имала врло мало интеракција са библиотекарима у својим младим годинама, читала је оно што ју је занимало и бирала је сопствене материјале. Њена мајка, Ета Џ. Стантон, радила је као школска наставница, држећи предавања у државним школским системима до удаје. Због брачне забране која забрањује удатим женама да предају у јавном школском систему, предавала је у католичким парохијским школама како би помогла издржавању своје породице, укључујући настојање Кларе Џоунс да похађа колеџ. Њен отац, Ралф Херберт Стантон, био је менаџер у осигуравајућим компанијама. Џоунсова је одрасла у веома сегрегираном кварту Сент Луиса, али је нису плашили претпостављени, имплицитни закони Џима Кроуа; уместо тога сматрала је да је њен млади живот привилегован са свим њеним главним менторима Афроамериканцима.

### Образовање
Образовање и солидарност били су јако наглашени у породици Кларе Џоунс. Добила је свеобухватно образовање иако је систем јавних школа Сент Луиса био потпуно сегрегиран. Одрасла је у афроамеричком свету, са црним узорима и менторима. У средњој школи, Џоунсова је тежила да постане учитељица у основној школи, иако би њена будућа плата била нешто нижа од плате белих колега. Ова позиција би и даље пружала висок животни стандард Афроамериканцима у то време јер је јаз у приходима између белих и црних наставника био мали. Клара је била први члан породице који је завршио факултет. Сент Луис је био веома сегрегиран, али уместо да похађа локални учитељски колеџ без школарине, који је био одређен за црне студенте, Џоунсова је 1930. похађала Учитељски државни колеџ у Милвокију. Џоунсова је била једна од само шест црних студената на колеџу. Прешла је на Спелман колеџ у Атланти, у Џорџији, где је дипломирала енглески језик и историју и одлучила да уместо наставника постане библиотекар. Председница Флоренс Рид је приметила Кларину вештину куцања и понудила јој место дактилографа у новој библиотеци Универзитета у Атланти; библиотекари су подстицали Клару да настави каријеру у библиотекарству. Била је веома пријемчива за њихове предлоге јер је већ размишљала о овој промени каријере. Завршила је Спелман колеџ 1934. и дипломирала библиотекарство 1938. на Универзитету Мичигена.

### Каријера у библиотекарству и информатици
Џоунсова је почела да ради у библиотекама исте године када је добила диплому из библиотекарства. Испричала је да је почетком 1938. радила у библиотекама на Универзитету Дилард у Њу Орлеансу и Саутерн Универзитету у Батон Ружу, у Луизијани. Џоунсова је провела остатак своје библиотекарске каријере у јавној библиотеци у Детроиту, пензионисана је 1978. као директорка. Она је постала директор 1970. године, што ју је учинило првом Афроамериканком и првом женом која је била директорка великог библиотекарског система у Америци. Било је противљења избору Џоунсове за директора Јавне библиотеке у Детроиту; Пријатељи библиотеке су првобитно понудили да повећају плате библиотекара, али су повукли понуду, а онда су три особе, високи администратор и два комесара, дали оставке када је она изабрана. Њени клеветници су покушали да оспоре њен ауторитет доводећи у питање њене одлуке, доносећи одлуке иза њених леђа и користећи понижавајући језик. Њена секретарица, Керолин Мозли, присетила се како Џоунсова никада није разговарала о овим препрекама јер би то утицало на то како је људи доживљавају. Мозли се такође присетила како се Џоунсова фокусирала на помагање другима да постану успешнији користећи своју моћ и ресурсе у њихово име.

### Подршка "Резолуције о расизму и свести о сексизму"
Савет АЛА (American Library Association - Америчке библиотекарске асоцијације) донео је „Резолуцију о свести о расизму и сексизму“ током стогодишњице конференције АЛА у Чикагу, 18–24. јула 1976.
У мају 1977. године, Клара Стантон Џоунс, тадашња председница Америчког библиотекарског удружења, одговорила је на препоруку Комитета за интелектуалну слободу да повуче АЛА-ову „Резолуцију о расизму и свести о сексизму“ јер је њен језик нејасан. Њен одговор је објављен у Америчким библиотекама, званичној публикацији АЛА-е. Џоунсова се успротивила предлогу Комитета, изјавивши да резолуција захтева даља прилагођавања и амандмане на језик пре него што комитет размотри поништење. Комитет се плашио да је резолуција фаворизовала цензуру као средство за чишћење библиотекарског материјала од расистичког и сексистичког језика, чиме се супротставља библиотекарској повељи о правима да подржи приступ информацијама и просветљењу упркос садржају и подстиче библиотеке да се боре против цензуре.
АЛА је донела одлуку да размотри судбину резолуције и извести о резултатима одлуке на конференцији у Детроиту 1977. године. Џоунсова је тврдила да резолуција није у супротности са библиотекарском Повељом о правима, већ је уместо тога промовисала свест охрабрујући програме обуке и информисања у библиотекама и библиотекарским школама. У сагласности са библиотекарском повељом о правима, залагала се за више просветљења, а не за репресију, у борби против ефеката расизма и сексизма у библиотекарском материјалу. Џоунсова је на резолуцију гледала као на оквир, а не као коначно решење, за омогућавање библиотекарима да се суоче са питањима која коче „људску слободу“. Она је тврдила: "Дух 'Резолуције о свести о расизму и сексизму' није оптерећен репресијом; он је ослобађајући. Ако је резолуција несавршена, покушајте да је учините савршеном, али не тако што ћете је прво уништити!"
Резолуција није укинута.

## Главна достигнућа
- Џоунсова је постала директор Јавне библиотеке у Детроиту 1970. године, чиме је постала прва Афроамериканка и прва жена која је била директорка великог библиотекарског система у Америци.[12]
- Била је прва црна председница Америчког библиотекарског удружења од 1976. до 1977. године. Током свог председавања, она је у великој мери помогла асоцијацији у усвајању „Резолуције о расизму и свести о сексизму“ како би охрабрила библиотекаре да подигну свест корисника и особља библиотека о проблемима расизма и сексизма.
- Она се залагала против препоруке Комитета за интелектуалну слободу АЛА-е Извршном одбору АЛА-е да се укине „Резолуција о свести о расизму и сексизму“. Није укинута.
- Председник Џими Картер именовао је Џоунсову за комесара Националне комисије за библиотеке и информационе науке 1978. На овој дужности радила је до 1982.
- Године 1984, Џоунсова и Ајлин Кларк Хернандез, бивша председница Националне организације за жене, основале су дискусиону групу црначких жена Black Women Stirring the Waters, у области залива Сан Франциска.[13]
- Џоунсова је добила награду Trailblazer 1990. године од Black Caucus of the American Library Association, највећу награду коју додељује. Награда одаје признање појединцима чији су пионирски доприноси били изузетни и јединствени, и чији су напори „крчили пут“ у професији.[14]

### Смрт
Џоунсова је умрла мирно у сну 30. септембра 2012. године у Оукланду у Калифорнији у 99. години. Иза ње је остало троје деце, седморо унучади и седморо праунучади.

### Наслеђе
Деца Кларе Џоунс, Винета Џоунс, Стантон Џоунс и Кенет Џоунс основали су фонд за стипендије Алберта Д. и Кларе Стантон Џоунс 2007. године како би обезбедили стипендијску помоћ студентима мастер студија на Школи информација Универзитета у Мичигену, углавном онима који су заинтересовани за урбано библиотекарство.
Клара Стантон Џоунс је 2018. примљена у Женску кућу славних Мичигена у историјској категорији.

## Одабране публикације
- Jones, C. S. (1974). Library service to the disadvantaged: Means and methods: a session from the 92nd Annual Conference of the American Library Association, Las Vegas, June 24–30, 1973. Phonotape. Development Digest.
- Jones, C (1977). „ALA President Views the Racism/Sexism Resolution”. American Libraries. 8 (5): 244.
- Josey, E. J., & Jones, C. S. (1978). The information society: Issues and answers: American Library Association's Presidential Commission for the 1977 Detroit Annual Conference. London: Oryx Press.
- Dowlin, K. E., & Jones, C. S. (1987). How to computerize your community information and referral files. Ballwin, MO: ACTS.
- Hernandez, E., Smith, E. M., & Jones, C. S. (1988). Librarians as colleagues across racial lines Strategies for action. Ballwin, Mo: ACTS.
- Jones, C. S. (1992). From grassroots Outreach makes it happen. [Chicago, Ill.]: American Library Association.
- Jones, C.S., Hernandez, E., et al. (1997). Black Women Stirring the Water, self published by the study group, Oakland California